# Accompagnateur du changement
Pour les articles homonymes, voir Accompagnateur.
L'accompagnateur du changement contribue à toutes les actions d'un projet (métier, informatique...) qui facilitent l'adoption et la maîtrise par les utilisateurs de nouvelles procédures, d'un nouveau logiciel...
L'accompagnateur du changement est un chef de projet ou un assistant à maîtrise d'ouvrage qui organise les actions de :
- communication sur le projet informatique, sur son évolution
- formation sur le logiciel concerné
- documentation du logiciel
- formation métier
- organisation et modification des processus, procédures et modes opératoires.

Dans ce cadre, il contribue aux actions de qualité dans l'entreprise.

## Communication sur le projet informatique
Avant ou après le déploiement du logiciel dans l'entreprise, le personnel a besoin de connaître :
- les objectifs du projet
- les conséquences du projet sur leur pratique professionnelle
- le planning et l'avancement du projet

Le personnel est informé au moyen d'outils de communication tels que plaquettes, CD-ROM, séminaires.
Parfois, le projet a un impact pour les fournisseurs, les partenaires ou les clients de l'entreprise ; une communication dédiée peut alors être mise en place pour ces acteurs spécifiques.

## Formation des utilisateurs
La formation des utilisateurs constitue le cœur de la démarche d'accompagnement des utilisateurs.
Il convient alors de suivre plusieurs étapes :
- identifier (et dénombrer) les différentes populations à former, par métiers
- identifier le contenu (par population), les modules de formation
- définir le (ou les) support(s) retenu(s) pour la formation : sessions présentielles, didacticiel ou tutoriel, formation en ligne, ...
- désigner les formateurs
- élaborer les modules de formation avec leurs supports de cours
- planifier les sessions de formation (dans le cas de formation présentielle)
- allouer les ressources nécessaires au déroulement de la formation (salles, équipements, etc.)
- évaluer chaque module (avec une population-test)
- dispenser la formation à l'ensemble des populations
- évaluer la réussite de la formation (bilan).

Cet aspect de l'accompagnement du changement est de la responsabilité du formateur.
Après la formation, il est possible de mettre en place :
- une cellule d'assistance (avec des téléassistants, des techniciens helpdesk, qui assurent une fonction SVP)
- un monitorat ou un tutorat des personnes formées.

## Documentation du logiciel
Cet aspect de l'accompagnement du changement est de la responsabilité du rédacteur de documentation ou « rédacteur technique ».

## Formationmétier
Dans certains projets, de nouvelles options d'organisation sont prises et le déploiement du logiciel dans l'entreprise modifie radicalement le métier de certaines personnes : il est alors nécessaire d'adapter et compléter leur formation métier.